# Wolframat de sodiu
Wolframatul de sodiu este un compus anorganic, sarea de sodiu a acidului wolframic. Este un solid alb, solubil în apă, folositor pentru faptul că este o sursă de wolfram în sinteza chimică. Este un compus intermediar în procesul de conversie al minereului de wolfram în metal pur.

## Obținere
Metoda cea mai folosită de obținere a wolframatului de sodiu este extracția sa din minereul de wolfram, în care metalul se regăsește sub forma altor wolframați. Astfel, minereurile sunt tratate cu o bază alcalină, în acest caz un hidroxidul de sodiu, pentru obținerea de wolframat de sodiu. Un exemplu al acestui procedeu se poate ilustra pe mineralul numit wolframit:
{\displaystyle \mathrm {Fe/MnWO_{4}+2NaOH\rightarrow Na_{2}WO_{4}+Fe/Mn(OH)_{2}} }
Wolframatul mai poate fi obținut direct și din reacția wolframului elementar în prezență de azotat de sodiu în mediu alcalin:
{\displaystyle \mathrm {W+3\;NaNO_{3}+2\;NaOH\rightarrow Na_{2}WO_{4}+3\;NaNO_{2}+H_{2}O} }
O metodă alternativă de producere a sării este prin tratarea carburii de wolfram cu un amestec de azotat de sodiu și hidroxid de sodiu, însă aceasta este o reacție extrem de exotermă:
{\displaystyle \mathrm {WC+3\;NaNO_{3}+4\;NaOH{\xrightarrow {fuziune}}Na_{2}WO_{4}+3\;NaNO_{2}+H_{2}O+CO_{2}\uparrow } }